# Bundestagswahlkreis Steinfurt I – Borken I
Der Wahlkreis Steinfurt I – Borken I (Wahlkreis 123; bis zur Bundestagswahl 2021 Wahlkreis 124) ist ein Bundestagswahlkreis in Nordrhein-Westfalen. Er umfasst den nordöstlichen Teil des Kreises Borken mit den Gemeinden Ahaus, Gronau (Westf.), Heek, Legden und Schöppingen sowie den nordwestlichen Teil des Kreises Steinfurt mit den Gemeinden Horstmar, Metelen, Neuenkirchen, Ochtrup, Rheine, Steinfurt und Wettringen. Der Wahlkreis wurde seit seiner Entstehung 2002 jeweils vom Kandidaten der CDU vertreten.

## Wahlkreisgeschichte
Der Wahlkreis Steinfurt I – Borken I wurde zur Bundestagswahl 2002 neu gebildet.
| Wahl      | Wahlkreisname              | Gebiet |
| --------- | -------------------------- | --- |
| 2002–2009 | 125 Steinfurt I – Borken I | die Gemeinden Ahaus, Gronau (Westf.), Heek, Legden und Schöppingen vom Kreis Borken, die Gemeinden Horstmar, Metelen, Neuenkirchen, Ochtrup, Rheine, Steinfurt und Wettringen vom Kreis Steinfurt |
| 2013–2021 | 124 Steinfurt I – Borken I | die Gemeinden Ahaus, Gronau (Westf.), Heek, Legden und Schöppingen vom Kreis Borken, die Gemeinden Horstmar, Metelen, Neuenkirchen, Ochtrup, Rheine, Steinfurt und Wettringen vom Kreis Steinfurt |
| 2025–     | 123 Steinfurt I – Borken I | die Gemeinden Ahaus, Gronau (Westf.), Heek, Legden und Schöppingen vom Kreis Borken, die Gemeinden Horstmar, Metelen, Neuenkirchen, Ochtrup, Rheine, Steinfurt und Wettringen vom Kreis Steinfurt |

## Wahlkreisabgeordnete
| Wahl | Abgeordneter | Abgeordneter | Partei | Stimmen in % |
| ---- | ------------ | ------------ | ------ | ------------ |
| 2002 |              | Jens Spahn   | CDU    | 48,2         |
| 2005 | 51,2         | Jens Spahn   | CDU    |              |
| 2009 | 44,5         | Jens Spahn   | CDU    |              |
| 2013 | 52,0         | Jens Spahn   | CDU    |              |
| 2017 | 51,2         | Jens Spahn   | CDU    |              |
| 2021 | 40,0         | Jens Spahn   | CDU    |              |
| 2025 | 41,8         | Jens Spahn   | CDU    |              |

## Wahlergebnisse

### Bundestagswahl 2025
| Kandidaten                                             | Kandidaten              | Parteien/Listen       | Erststimmen | Erststimmen | Zweitstimmen | Zweitstimmen |
| Kandidaten                                             | Kandidaten              | Parteien/Listen       | Stimmen     | %           | Stimmen      | %            |
| ------------------------------------------------------ | ----------------------- | --------------------- | ----------- | ----------- | ------------ | ------------ |
|                                                        | Sarah Lahrkamp          | SPD                   | 38.037      | 22,7        | 31.174       | 18,6         |
|                                                        | Jens Spahngewählt im WK | CDU                   | 70.066      | 41,8        | 65.100       | 38,8         |
|                                                        | Alexandra Schoo         | Bündnis 90/Die Grünen | 15.800      | 9,4         | 17.571       | 10,5         |
|                                                        | Ekkehard Grützner       | FDP                   | 5.775       | 3,4         | 7.070        | 4,2          |
|                                                        | Martin Ostermann        | AfD                   | 25.233      | 15,1        | 24.879       | 14,8         |
|                                                        | Mareike Hermeier        | Die Linke             | 10.029      | 6,0         | 10.636       | 6,3          |
|                                                        | Maximilian Gerdes       | Freie Wähler          | 2.633       | 1,6         | 1.122        | 0,7          |
|                                                        | –                       | Tierschutzpartei      | –           | –           | 1.809        | 1,1          |
|                                                        | –                       | dieBasis              | –           | –           | 324          | 0,2          |
|                                                        | –                       | Die PARTEI            | –           | –           | 836          | 0,5          |
|                                                        | –                       | Todenhöfer            | –           | –           | 206          | 0,1          |
|                                                        | –                       | Volt                  | –           | –           | 949          | 0,6          |
|                                                        | –                       | MLPD                  | –           | –           | 25           | 0,0          |
|                                                        | –                       | PdF                   | –           | –           | 327          | 0,2          |
|                                                        | –                       | Bündnis Deutschland   | –           | –           | 167          | 0,1          |
|                                                        | –                       | BSW                   | –           | –           | 5.420        | 3,2          |
|                                                        | –                       | MERA25                | –           | –           | 74           | 0,0          |
|                                                        | –                       | WerteUnion            | –           | –           | 63           | 0,0          |
| Gesamt                                                 | Gesamt                  | Gesamt                | 167.573     | 100         | 167.752      | 100          |
|                                                        |                         |                       |             |             |              |              |
| Ungültige Stimmen                                      | Ungültige Stimmen       | Ungültige Stimmen     | 1.062       | 0,6         | 883          | 0,5          |
| Wähler                                                 | Wähler                  | Wähler                | 168.635     | 83,6        | 168.635      | 83,6         |
| Wahlberechtigte                                        | Wahlberechtigte         | Wahlberechtigte       | 201.685     |             | 201.685      |              |
|                                                        |                         |                       |             |             |              |              |
| Quellen: Die Bundeswahlleiterin, Kandidaten – Ergebnis |                         |                       |             |             |              |              |

### Bundestagswahl 2021
| Kandidaten                                            | Kandidaten              | Parteien/Listen      | Erststimmen | Erststimmen | Zweitstimmen | Zweitstimmen |
| Kandidaten                                            | Kandidaten              | Parteien/Listen      | Stimmen     | %           | Stimmen      | %            |
| ----------------------------------------------------- | ----------------------- | -------------------- | ----------- | ----------- | ------------ | ------------ |
|                                                       | Jens Spahngewählt im WK | CDU                  | 62.322      | 40,0        | 52.625       | 33,8         |
|                                                       | Sarah Lahrkamp          | SPD                  | 44.047      | 28,3        | 44.788       | 28,7         |
|                                                       | Alexander Brockmeier    | FDP                  | 14.515      | 9,3         | 17.783       | 11,4         |
|                                                       | Torsten Etgeton         | AfD                  | 8.482       | 5,4         | 8.385        | 5,4          |
|                                                       | Alexandra Schoo         | GRÜNE                | 18.743      | 12,0        | 20.525       | 13,2         |
|                                                       | Gerrit Bresch           | DIE LINKE            | 3.699       | 2,4         | 4.469        | 2,9          |
|                                                       | Lars Nowak              | Die PARTEI           | 2.437       | 1,6         | 1.354        | 0,9          |
|                                                       | –                       | Tierschutzpartei     | –           | –           | 1.510        | 1,0          |
|                                                       | –                       | PIRATEN              | –           | –           | 521          | 0,3          |
|                                                       | Markus Krafczyk         | FREIE WÄHLER         | 1.473       | 0,9         | 937          | 0,6          |
|                                                       | –                       | NPD                  | –           | –           | 130          | 0,1          |
|                                                       | –                       | ÖDP                  | –           | –           | 84           | 0,1          |
|                                                       | –                       | V-Partei³            | –           | –           | 72           | 0,0          |
|                                                       | –                       | Gesundheitsforschung | –           | –           | 137          | 0,1          |
|                                                       | –                       | MLPD                 | –           | –           | 19           | 0,0          |
|                                                       | –                       | Die Humanisten       | –           | –           | 95           | 0,1          |
|                                                       | –                       | DKP                  | –           | –           | 15           | 0,0          |
|                                                       | –                       | SGP                  | –           | –           | 15           | 0,0          |
|                                                       | –                       | dieBasis             | –           | –           | 1.050        | 0,7          |
|                                                       | –                       | Bündnis C            | –           | –           | 60           | 0,0          |
|                                                       | –                       | du.                  | –           | –           | 52           | 0,0          |
|                                                       | –                       | LIEBE                | –           | –           | 163          | 0,1          |
|                                                       | –                       | LKR                  | –           | –           | 23           | 0,0          |
|                                                       | –                       | PdF                  | –           | –           | 53           | 0,0          |
|                                                       | –                       | LfK                  | –           | –           | 130          | 0,1          |
|                                                       | –                       | Team Todenhöfer      | –           | –           | 432          | 0,3          |
|                                                       | –                       | Volt                 | –           | –           | 492          | 0,3          |
| Gesamt                                                | Gesamt                  | Gesamt               | 155.718     | 100         | 155.919      | 100          |
|                                                       |                         |                      |             |             |              |              |
| Ungültige Stimmen                                     | Ungültige Stimmen       | Ungültige Stimmen    | 1.176       | 0,7         | 975          | 0,6          |
| Wähler                                                | Wähler                  | Wähler               | 156.894     | 77,5        | 156.894      | 77,5         |
| Wahlberechtigte                                       | Wahlberechtigte         | Wahlberechtigte      | 202.388     |             | 202.388      |              |
|                                                       |                         |                      |             |             |              |              |
| Quellen: Die Bundeswahlleiterin, Kandidaten – Stimmen |                         |                      |             |             |              |              |

### Bundestagswahl 2017
Diese fand am Sonntag, 24. September 2017 statt, direkt gewählt wurde der Kandidat der CDU, Jens Spahn. Zweitplatziert war Ingrid Arndt-Brauer von der SPD, die aber über die Landesliste ihrer Partei ebenfalls in den Bundestag einzog. Auch der viertplatzierte Mario Mieruch gelang über die Landesliste der AfD Nordrhein-Westfalen der Einzug in den Bundestag.
| Direktkandidat       | Partei    | Erststimmen in % | Zweitstimmen in % |
| -------------------- | --------- | ---------------- | ----------------- |
| Jens Spahn           | CDU       | 51,3             | 43,9              |
| Ingrid Arndt-Brauer  | SPD       | 25,8             | 23,1              |
| Bernhard Lammersmann | GRÜNE     | 5,3              | 6,0               |
| Hannes Draeger       | DIE LINKE | 4,9              | 5,5               |
| Dietmar Lütkemeyer   | FDP       | 6,6              | 12,6              |
| Mario Mieruch        | AfD       | 6,0              | 6,3               |
| –                    | Sonstige  | –                | 2,6               |

### Bundestagswahl 2013
Diese fand am Sonntag, 22. September 2013 statt.
| Direktkandidat      | Partei   | Erststimmen in % | Zweitstimmen in % |
| ------------------- | -------- | ---------------- | ----------------- |
| Jens Spahn          | CDU      | 52,0             | 49,8              |
| Ingrid Arndt-Brauer | SPD      | 31,9             | 28,1              |
| Claudia Bögel       | FDP      | 2,8              | 5,1               |
| Jörg Winterfeldt    | GRÜNE    | 5,1              | 6,1               |
| Robert Brandt       | LINKE    | 3,8              | 4,4               |
| Wiebke van den Berg | PIRATEN  | 2,2              | 1,9               |
| Helmut Seifen       | AfD      | 2,2              | 2,8               |
| -                   | Sonstige | -                | 1,7               |

### Bundestagswahl 2009
| Direktkandidat      | Partei                | Erststimmen in % | Zweitstimmen in % | Bundestagswahl 2005 Zweitstimmen in % |
| ------------------- | --------------------- | ---------------- | ----------------- | ------------------------------------- |
| Ingrid Arndt-Brauer | SPD                   | 30,2             | 24,5              | 34,7                                  |
| Jens Spahn          | CDU                   | 44,5             | 41,6              | 44,4                                  |
| Claudia Bögel       | FDP                   | 12,4             | 15,7              | 9,7                                   |
| Dietmar Eisele      | Bündnis 90/Die Grünen | 6,2              | 7,7               | 5,5                                   |
| Ulf Jäger           | Die Linke             | 5,9              | 6,5               | 3,6                                   |
| –                   | REP                   | –                | 0,1               | 0,2                                   |
| –                   | Die Tierschutzpartei  | –                | 0,4               | 0,3                                   |
| Markus Pohl         | NPD                   | 0,9              | 0,7               | 0,6                                   |
| –                   | Familie               | –                | 0,5               | 0,3                                   |
| –                   | PIRATEN               | –                | 1,6               | -                                     |
| -                   | RENTNER               | -                | 0,3               | -                                     |
| –                   | Zentrum               | –                | 0,1               | 0,1                                   |
| –                   | BüSo                  | –                | 0,0               | 0,0                                   |
| –                   | Volksabstimmung       | –                | 0,0               | 0,1                                   |
| –                   | MLPD                  | –                | 0,0               | 0,0                                   |
| –                   | PSG                   | –                | 0,0               | 0,0                                   |
| –                   | RRP                   | –                | 0,2               | -                                     |
| –                   | ödp                   | –                | 0,1               | -                                     |